# Simone Milsdochter
 (janvier 2019).
 Simone Milsdochter, née en 1967 aux Pays-Bas,,, est une actrice néerlandaise.

## Filmographie

### Cinéma et téléfilms
- 1994 : Niet voor publikatie (nl) : La secrétaire
- 1996 : Wittekerke (nl) : Monica
- 1996 : Heterdaad (nl) : Andrea Daniels
- 1996-1997 : Familie Backeljau (nl) : Truus
- 1997 : Windkracht 10 : Iris
- 2000 : Recht op recht (nl) : Laetitia
- 2004-2010 : Witse : Deux rôles (Helena Dubois et Caroline Olano)
- 2006 : Flikken : Veerle Hoeyberghs
- 2010 : Wolf : Iris De Witte
- 2010 : Goesting (nl) : Evy
- 2010 : Copacabana : Marleen
- 2011 : Rang 1 (nl) : Ingrid Ravels
- 2012 : Zone Stad (nl) : La mère adoptive
- 2012 : Code 37 : Iris Nijs
- 2012-2013 : Wolven (nl) : Iris De Witte
- 2012-2013 : Aspe : Barbara Delnaets
- 2013 : Galaxy Park (nl) : La leader A.A.D.
- 2013 : Binnenstebuiten (nl) : Sonja
- 2014 : Deadline 25/5 (nl) : Christina Hendrickx
- 2014 : Infiltrant (nl) : Sophie van der Meulen
- 2016 : Emily Dickinson, a Quiet Passion : Mme Wadsworth
- 2016 : The Swell: la tempête du siècle (nl) : Sasja Wolbers
- 2017 : Moordvrouw : Rosa Guns
- 2019 : Morten (nl) : Hester van Serooskerken